# Wilma Goich
Wilma Goich (Cairo Montenotte, 16. listopada 1945.) je talijanska pjevačica.
Rodila se je u mjestu Cairo Montenotte, u provinciji Savoni, od roditelja iz Zadra koji su optirali za Italiju.

## Diskografija

### 33 okretaja
- listopad 1965.: La voce di Wilma Goich (Dischi Ricordi, MRP 9021)
- 1981.: To Wilma G7 (G & G Records, GG 36005)

### 45 okretaja
- 1964.: Dopo il sole pioverà/E c'era il temporale (Dischi Ricordi, SRL 10348)
- 1964.: Ho capito che ti amo/Era troppo bello/Quando piangi (Dischi Ricordi, SRL 10360)
- 1965.: Le colline sono in fiore (amore ritorna)/Io non ci sarò (Dischi Ricordi, SRL 10367)
- 1965.: L'amore al mare/Un bacio sulle dita (Dischi Ricordi, SRL 10385)
- 1966.: In un fiore/Una rosa rossa una foglia gialla (Dischi Ricordi, SRL 10415)
- 1966.: Attenti all'amore/L'uomo di ieri (Dischi Ricordi, SRL 10421)
- 1966.: Pe' strade 'e Napule/Occhi innamorati (Dischi Ricordi, SRL 10436)
- 1967.: Per vedere quanto è grande il mondo/Il profume dell'erba (Dischi Ricordi, SRL 10447)
- 1967.: Se stasera sono qui/L'ora dell'uscita (Dischi Ricordi, SRL 10454)
- 1967.: Se c'è una stella/Dolcemente (Dischi Ricordi, SRL 10471)
- 1968.: Gli occhi miei/La tua città (Dischi Ricordi, SRL 10492)
- 1968.: Finalmente/Come un anno fa (Dischi Ricordi, SRL 10497)
- 1968.: Tu cuore mio/Le formiche (Dischi Ricordi, SRL 10518)
- 1969.: Baci, baci, baci/Una volta nella vita (Dischi Ricordi, SRL 10530)
- 1969.: Casatschok/Carosello (Dischi Ricordi, SRL 10548)
- 1970.: ...e fuori tanta neve/Che giorno è (Apollo, ZA-5009)
- 1971.: L'uomo ferito/Suona chitarra, suona (Apollo, ZA-50175)
- 1981.: Allora prendi e vai/Bambina libera (G & G Records, GG 0014)

### 33 okretaja
- 1971. - I Vianella (Apollo, DZSLA 55025)
- 1971. - Semo gente de borgata (Apollo, DZSLA 55090)
- Aprile 1973. - I sogni de Purcinella (Apollo, DZSLA 55160)
- 1973. - Homeide (Apollo, DZSLA 55170)
- 1974. - Napoli 20 anni dopo   (Apollo)
- 1974. - Roma parlaje tu   (RCA Italiana, TCL1-1131; raccolta)
- 1974. - Quanto sei Vianella...Roma  (Ariston Records, Ar 12132)
- 1975. - Dai tetti di Roma   (Apollo)
- 1975. - Vestiti usciamo   (Ariston Records)
- 1975. - Storie d'amore   (Ariston Records)
- 1979. - Compleanno (EMI Italiana, 3C 064 18296)

### 45 okretaja
- 1971. - Vojo er canto de 'na canzone/Bikini blu (Apollo, ZA-50095)
- 1972. - Amore amore, amore amore/La festa de Cristo re (Apollo, ZA-50215)
- 1972. - Semo gente de borgata/Tu padre co' tu madre (Apollo, ZA-50220)
- 1972. - Fijo mio/Te vojo bene (Apollo, ZA-50280)
- 1973. - Canto d'amore di Homeide/Tenendoci per zampa (Apollo, ZA-50450)
- 1974. - Volo di rondine/La mela (Ariston Records, Ar 0629)
- 1974. - Noi nun moriremo mai/La vita de campagna (Ariston Records, Ar 0657)
- 1975. - L'amici mia/Pazzi noi (Ariston Records, Ar 0693)
- 1975. - Vestiti usciamo/Guarda (Ariston Records, Ar 0697)
- 1978. - Anvedi chi c'è/Importante (Fonit Cetra, SP 1621)
- 1979. - Cybernella/Con te bambino* (RCA Italiana, BB 6500)